# Frank Liestam
Anders Frank Liestam, född 4 april 1962, är en svensk gitarrist, sångare och låtskrivare från Stockholm. 
Liestam har samarbetat med artister som Magnus Uggla, Eddie Meduza, Magnus Lindberg, Pugh Rogefeldt, Peter Jezewski, Little Gerhard, Billy Bremner med flera. Han är sedan länge en av medlemmarna i Sthlm Cowboys.